# ボケて
ボケて (ボケて、bokete) は、株式会社オモロキ(合併前は株式会社ホキモト)が運営している大喜利サイト。利用者が、画像や文字を投稿して「お題」にし、そのお題に対して複数の利用者がテキストによる「ボケて（ボケ）」を投稿し、ユーモアを笑い楽しむサービスである。

## 概要
2008年9月にサービスを開始。株式会社オモロキの社長を務める鎌田武俊により設立され、現在も同社が運営を行っている。運営は広告掲載型なので、サービスの利用料金は原則無料である。ボケての特徴は、「3.14秒で笑える」をコンセプトとし、アカウントを作成するだけで誰でも投稿を行うことができることから人気を集めていることである。
サービス開始当初は利用者がほとんどおらず、アクセス数も毎月50万ページビュー（PV）程度であったが、2012年5月にNAVERまとめ(アフィリエイトサイトの事)でまとめられたことにより急速にブレイクして、同年9月には1500万ページビューに迫ったという。翌年にはアプリ版のダウンロード数が150万件を超えると同時に、書籍化も行われ始めるなど絶大な人気を誇った。これまでに『ボケて』『もっとボケて』『まだまだボケて』などのシリーズが発売されているがボケて以外ははっきり言うと知名度がないに等しい状態である。2015年にはカードゲーム化もされている。
2020年時点のアプリのダウンロード数は累計650万。ボケ投稿数は毎月100万件。ユーザーの男女比は男性80%：女性20%で、年代比は18-24歳が32%、25-34歳が35%、35-44歳が25%、45歳以上が8%となっている。

## 使い方

### お題
お題の一覧。新着順や人気順（ボケの数が多い順）で表示することも可能。2022年10月時点で、合計で約680万件のお題が投稿されている。

### お題の投稿
会員登録し、かつログインしている利用者1人につき、1時間に1回お題の投稿が可能である(前は1日に1回根拠はない)。お題を投稿する際には基本的に自分が持っている画像をアップロードするが、画像を持っていない場合はFlickrに投稿されているクリエイティブ・コモンズ・ライセンスの画像の中から選択することもできる。なお、ボケピック (bokepic) やボケてくれよなというアプリを使えば、手持ちの画像を加工してお題にすることもできる。また、投稿は原則として削除できない。逆に利用規約に反するなど問題のあるお題は運営により削除されることもある。なお2017年からGoogle社のGoogle Cloud Vision API を利用し、性的・暴力的と思われる画像の排除を行なっているが判断は曖昧である。

### ボケ
ボケの一覧。新着順や人気順（ボケへの評価が高い順）で表示することも可能。2023年6月時点で、合計で10億55万件未満のボケが投稿されている。

### ボケの投稿
会員登録し、かつログインしている利用者1人につき、5分に1回ボケの投稿が可能である。投稿された画像（お題）に対し、60文字以内のテキストでボケを投稿することができるが、暴力的・性的な単語等をボケに使用することは禁止されている。原則として投稿したボケを投稿者自身で削除することはできないが、利用規約に反するなど問題のあるボケは運営により削除されることもある。

### ボケの評価
利用者は、他の利用者が投稿したボケの中で、「面白い！」と思ったボケに対して、星を付けて評価することが可能。星の数は3段階で、1個から3個まで付けられる。また、星を付けた場合にのみ、該当するボケに対してコメントを投稿できる。なお、星が多く集まった人気のボケは「殿堂入り」としてリストアップされる。気に入ったボケは、TwitterなどのSNSサイトでシェアすることもできる。

### ランキング
急上昇
12時間内で星が多い順にボケが掲載される。
注目
24時間内で星が多い順にボケが掲載される。
人気
72時間内で星が多い順にボケが掲載される。
コラボ
72時間内で多く評価されたコラボお題でボケられたボケ
セレクト
72時間内で多く評価されたセレクトお題でボケられたボケ
殿堂入り
ボケを投稿した日時から、1年間に渡って星が多い順に掲載される。

### マイページ
自分で投稿したボケや、お気に入りのボケなどを閲覧することできる。

### 退会
ボケてに登録した自分のアカウントを削除するためには、マイページから退会手続きを行う。一度退会すると、それまでに投稿したボケ等は全て削除される。そして、同一のアカウント名およびメールアドレスでの再登録は不可能となる。

## 著作権について
お題投稿の際、著作権についての確認が行われるものの、実際には著作権が守られていないことも多い。節度を保ったパロディ利用などについては著作権者も黙認している事例が多そうと勝手に思っているのだが、悪意のあるキャプション挿入など、場合によっては勝手に著作物を変えることを禁止する翻案権や、著作者が持っている著作者人格権の一つである同一性保持権を侵害するとして問題視されることもある。また、全く無関係な画像に関連付けられたキャプションが、グーグル検索の画像検索にヒットし、検索者に不快感を持たせる事もある時もある。
サイトの利用規約上、画像の著作権者から権利侵害の訴えがあった場合、弁護士費用や損害賠償を含め、法的責任は画像の投稿者の責務となる。
お題となる画像を投稿するには基本的に自分が権利を持っている画像をアップロードする。ただし、画像を持っていない場合はFlickrに投稿されているクリエイティブ・コモンズ・ライセンスの画像の中から選択することもできる。なお、ボケピック (bokepic)やボケてくれよな というアプリを使えば、手持ちの画像を加工してお題にすることもできる。

## 商品情報

### 書籍
いずれもコアマガジン刊。
- 『写真で大喜利 ボケて』（2009年2月16日発売、ISBN 978-4-86-252562-8）
- 『写真で一言 ボケて』（2013年3月2日発売、ISBN 978-4-86-436450-8）
- 『写真で一言 もっとボケて』（2013年12月発売、ISBN 978-4-86-436571-0）
- 『写真で一言 まだまだボケて』（2014年9月発売、ISBN 978-4-86-436682-3）
- 『写真で一言ボケて Cute!』（2015年7月10日発売、ISBN 978-4-86-436793-6）

### ゲーム
- 『bokete 〜写真で一言ボケて〜カードゲーム』（2015年5月28日発売、リトルコズミック）